# ليزا ستيل
ليزا ستيل هي فنانة تشكيلية ومخرجة كندية، ولدت في 1947 في كانساس سيتي في الولايات المتحدة.

## وصلات خارجية
- ليزا ستيل على موقع IMDb (الإنجليزية)